# Courdimanche-sur-Essonne
Pour les articles homonymes, voir Courdimanche (homonymie).
Courdimanche-sur-Essonne (prononcé [kuʁd̪imɑ̃ʃ syʁ esɔn] ) est une commune française située à quarante-neuf kilomètres au sud-est de Paris dans le département de l'Essonne en région Île-de-France.
Ses habitants sont appelés les Courdimanchois.

## Géographie

### Situation

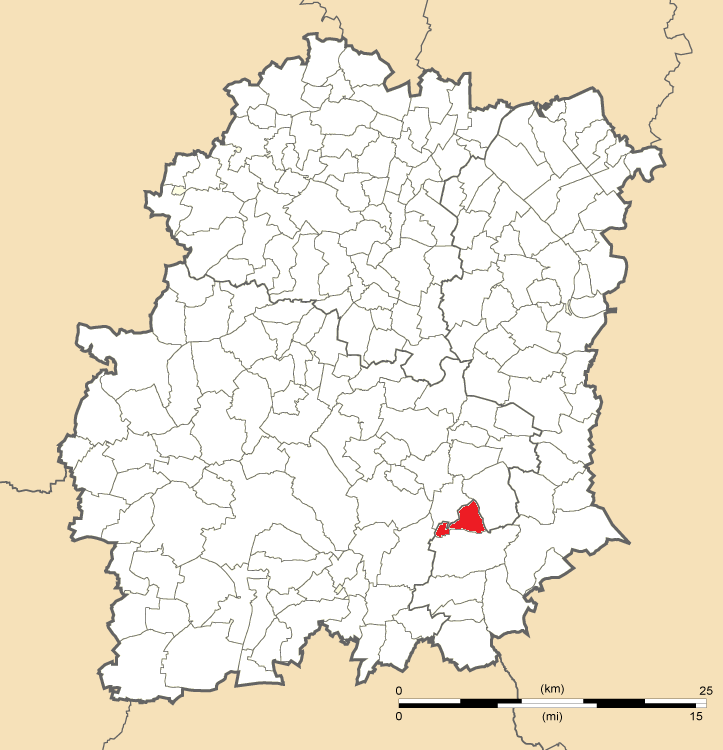
Position de Courdimanche-sur-Essonne en Essonne.

Courdimanche-sur-Essonne est située à quarante-neuf kilomètres au sud-est de Paris-Notre-Dame, point zéro des routes de France, vingt-cinq kilomètres au sud-ouest d'Évry, sept kilomètres à l'ouest de Milly-la-Forêt, huit kilomètres au sud de La Ferté-Alais, seize kilomètres à l'est d'Étampes, vingt-et-un kilomètres au sud-est de La Ferté-Alais, vingt-et-un kilomètres au sud-est d'Arpajon, vingt-trois kilomètres au sud-ouest de Corbeil-Essonnes, vingt-six kilomètres au sud-est de Montlhéry, trente kilomètres au sud-est de Dourdan, trente-quatre kilomètres au sud-ouest de Palaiseau.

### Hydrographie
La commune est traversée par la rivière l'Essonne.

### Relief et géologie
Le point le plus bas de la commune est situé à cinquante-huit mètres d'altitude et le point culminant à cent quarante-six mètres.

### Climat
Pour des articles plus généraux, voir Climat de l'Île-de-France et Climat de l'Essonne.
En 2010, le climat de la commune est de type climat océanique dégradé des plaines du Centre et du Nord, selon une étude du CNRS s'appuyant sur une série de données couvrant la période 1971-2000. En 2020, Météo-France publie une typologie des climats de la France métropolitaine dans laquelle la commune est exposée à un climat océanique altéré et est dans la région climatique Sud-ouest du bassin Parisien, caractérisée par une faible pluviométrie, notamment au printemps (120 à 150 mm) et un hiver froid (3,5 °C). 
Pour la période 1971-2000, la température annuelle moyenne est de 11,5 °C, avec une amplitude thermique annuelle de 15,4 °C. Le cumul annuel moyen de précipitations est de 656 mm, avec 11,1 jours de précipitations en janvier et 7,4 jours en juillet. Pour la période 1991-2020, la température moyenne annuelle observée sur la station météorologique installée sur la commune est de 11,6 °C et le cumul annuel moyen de précipitations est de 594,8 mm,. Pour l'avenir, les paramètres climatiques de la commune estimés pour 2050 selon différents scénarios d'émission de gaz à effet de serre sont consultables sur un site dédié publié par Météo-France en novembre 2022.
| Mois                                  | jan.           | fév.           | mars           | avril         | mai           | juin          | jui.           | août          | sep.           | oct.          | nov.             | déc.            | année      |
| ------------------------------------- | -------------- | -------------- | -------------- | ------------- | ------------- | ------------- | -------------- | ------------- | -------------- | ------------- | ---------------- | --------------- | ---------- |
| Température minimale moyenne (°C)     | 1,4            | 1              | 2,8            | 4,7           | 8,4           | 11,5          | 13,4           | 13            | 9,8            | 7,6           | 4,1              | 1,9             | 6,6        |
| Température moyenne (°C)              | 4,3            | 4,8            | 7,8            | 10,5          | 14,1          | 17,5          | 19,8           | 19,5          | 15,9           | 12,1          | 7,5              | 4,8             | 11,6       |
| Température maximale moyenne (°C)     | 7,2            | 8,5            | 12,8           | 16,2          | 19,7          | 23,4          | 26,3           | 26            | 21,9           | 16,7          | 11               | 7,7             | 16,4       |
| Record de froid (°C) date du record   | −14,6 08.01.10 | −13,2 07.02.12 | −12,4 01.03.05 | −6,4 06.04.21 | −2,1 06.05.19 | 0,5 01.06.06  | 4,8 04.07.1990 | 3,6 26.08.18  | 0,3 30.09.1995 | −3,9 21.10.10 | −11,5 24.11.1998 | −10,5 19.12.09  | −14,6 2010 |
| Record de chaleur (°C) date du record | 15,8 27.01.03  | 21,2 27.02.19  | 25,4 31.03.21  | 28,9 20.04.18 | 32,5 28.05.17 | 38,1 18.06.22 | 42,1 25.07.19  | 40,5 12.08.03 | 35,7 09.09.23  | 29,3 02.10.23 | 22,1 07.11.15    | 17,3 16.12.1989 | 42,1 2019  |
| Précipitations (mm)                   | 44,6           | 42,1           | 43,5           | 43,2          | 62,4          | 56,2          | 47,4           | 49,1          | 45,7           | 54,7          | 50,8             | 55,1            | 594,8      |

## Urbanisme

### Typologie
Au 1er janvier 2024, Courdimanche-sur-Essonne est catégorisée commune rurale à habitat dispersé, selon la nouvelle grille communale de densité à sept niveaux définie par l'Insee en 2022.
Elle appartient à l'unité urbaine de Boutigny-sur-Essonne, une agglomération intra-départementale regroupant quatre  communes, dont elle est une commune de la banlieue,,. Par ailleurs la commune fait partie de l'aire d'attraction de Paris, dont elle est une commune de la couronne,. Cette aire regroupe 1 929 communes,.

### Morphologie urbaine
| Type d’occupation           | Pourcentage | Superficie (en hectares) |
| Espace urbain construit     | 2,8 %       | 16,28                    |
| Espace urbain non construit | 7,8 %       | 44,44                    |
| Espace rural                | 89,4 %      | 511,09                   |
| Source : Iaurif             |             |                          |

## Toponymie
L'origine du nom de la commune est peu connue. La commune fut créée en 1793 avec le nom de Courdimanche, la mention de la rivière l'Essonne fut ajoutée en 1843.

## Population et société

### Démographie

#### Évolution démographique
L'évolution du nombre d'habitants est connue à travers les recensements de la population effectués dans la commune depuis 1793. Pour les communes de moins de 10 000 habitants, une enquête de recensement portant sur toute la population est réalisée tous les cinq ans, les populations de référence des années intermédiaires étant quant à elles estimées par interpolation ou extrapolation. Pour la commune, le premier recensement exhaustif entrant dans le cadre du nouveau dispositif a été réalisé en 2004.

En 2022, la commune comptait 279 habitants, en évolution de +6,49 % par rapport à 2016 (Essonne : +2,89 %, France hors Mayotte : +2,11 %).
| 1793 | 1800 | 1806 | 1821 | 1831 | 1836 | 1841 | 1846 | 1851 |
| ---- | ---- | ---- | ---- | ---- | ---- | ---- | ---- | ---- |
| 156  | 145  | 125  | 126  | 160  | 152  | 164  | 134  | 141  |

| 1856 | 1861 | 1866 | 1872 | 1876 | 1881 | 1886 | 1891 | 1896 |
| ---- | ---- | ---- | ---- | ---- | ---- | ---- | ---- | ---- |
| 130  | 126  | 142  | 139  | 118  | 118  | 124  | 112  | 116  |

| 1901 | 1906 | 1911 | 1921 | 1926 | 1931 | 1936 | 1946 | 1954 |
| ---- | ---- | ---- | ---- | ---- | ---- | ---- | ---- | ---- |
| 113  | 116  | 133  | 123  | 139  | 132  | 105  | 81   | 90   |

| 1962 | 1968 | 1975 | 1982 | 1990 | 1999 | 2004 | 2006 | 2009 |
| ---- | ---- | ---- | ---- | ---- | ---- | ---- | ---- | ---- |
| 85   | 98   | 118  | 182  | 233  | 251  | 289  | 290  | 270  |

| 2014 | 2019 | 2022 | - | - | - | - | - | - |
| ---- | ---- | ---- | - | - | - | - | - | - |
| 267  | 276  | 279  | - | - | - | - | - | - |

#### Pyramide des âges
En 2018, le taux de personnes d'un âge inférieur à 30 ans s'élève à 29,0 %, soit en dessous de la moyenne départementale (39,9 %). À l'inverse, le taux de personnes d'âge supérieur à 60 ans est de 31,9 % la même année, alors qu'il est de 20,1 % au niveau départemental.
En 2018, la commune comptait 136 hommes pour 135 femmes, soit un taux de 50,18 % d'hommes, légèrement supérieur au taux départemental (48,98 %).
Les pyramides des âges de la commune et du département s'établissent comme suit.
| Hommes | Classe d’âge | Femmes |
| ------ | ------------ | ------ |
| 0,0    | 90 ou +      | 0,7    |
| 10,1   | 75-89 ans    | 10,2   |
| 23,0   | 60-74 ans    | 19,7   |
| 20,9   | 45-59 ans    | 21,9   |
| 19,4   | 30-44 ans    | 16,1   |
| 13,7   | 15-29 ans    | 15,3   |
| 12,9   | 0-14 ans     | 16,1   |

| Hommes | Classe d’âge | Femmes |
| ------ | ------------ | ------ |
| 0,5    | 90 ou +      | 1,4    |
| 5,4    | 75-89 ans    | 7,2    |
| 12,9   | 60-74 ans    | 13,9   |
| 20     | 45-59 ans    | 19,4   |
| 19,9   | 30-44 ans    | 20,1   |
| 20     | 15-29 ans    | 18,2   |
| 21,3   | 0-14 ans     | 19,8   |

## Politique et administration

### Politique locale
La commune de Courdimanche-sur-Essonne est rattachée au canton de Mennecy, à l'arrondissement d’Évry et à la deuxième circonscription de l'Essonne.
La commune est enregistrée au répertoire des entreprises sous le code SIREN 219 101 847. Son activité est enregistrée sous le code APE 8411Z.

### Tendances et résultats politiques
Élections présidentielles, résultats des deuxièmes tours :
- Élection présidentielle de 2002 : 80,79 % pour Jacques Chirac (RPR), 19,21 % pour Jean-Marie Le Pen (FN), 88,10 % de participation[34].
- Élection présidentielle de 2007 : 69,31 % pour Nicolas Sarkozy (UMP), 30,69 % pour Ségolène Royal (PS), 93,86 % de participation[35].
- Élection présidentielle de 2012 : 69,57 % pour Nicolas Sarkozy (UMP), 30,43 % pour François Hollande (PS), 87,00 % de participation[36].

Élections législatives, résultats des deuxièmes tours :
- Élections législatives de 2002 : 63,01 % pour Franck Marlin (UMP), 36,99 % pour Gérard Lefranc (PCF), 70,95 % de participation[37].
- Élections législatives de 2007 : 63,98 % pour Franck Marlin (UMP) élu au premier tour, 22,36 % pour Marie-Agnès Labarre (PS), 70,74 % de participation[38].
- Élections législatives de 2012 : 67,65 % pour Franck Marlin (UMP), 32,35 % pour Béatrice Pèrié (PS), 63,23 % de participation[39].

Élections européennes, résultats des deux meilleurs scores :
- Élections européennes de 2004 : 18,92 % pour Harlem Désir (PS), 17,12 % pour Patrick Gaubert (UMP), 54,55 % de participation[40].
- Élections européennes de 2009 : 30,43 % pour Michel Barnier (UMP), 13,91 % pour Jérôme Rivière (Libertas), 54,82 % de participation[41].
- Élections européennes de 2014 : 36,00 % pour Aymeric Chauprade (FN), 22,40 % pour Alain Lamassoure (UMP), 62,62 % de participation[42].

Élections régionales, résultats des deux meilleurs scores :
- Élections régionales de 2004 : 53,19 % pour Jean-François Copé (UMP), 31,91 % pour Jean-Paul Huchon (PS), 71,98 % de participation[43].
- Élections régionales de 2010 : 50,41 % pour Jean-Paul Huchon (PS), 49,59 % pour Jean-Paul Huchon (UMP), 57,02 % de participation[44].

Élections cantonales, résultats des deuxièmes tours :
- Élections cantonales de 2004 : 59,57 % pour Jean-Jacques Boussaingault (UMP), 40,43 % pour Martine Stehlin (PS), 71,98 % de participation[45].
- Élections cantonales de 2011 : 51,55 % pour Jean-Jacques Boussaingault (UMP), 48,45 % pour Marie-Anne Bachelerie (PS), 50,00 % de participation[46].

Élections municipales, résultats des deuxièmes tours :
- Élections municipales de 2001 : données manquantes.
- Élections municipales de 2008 : 116 voix pour Marc Fauconnier (?), 114 voix pour Claude Duval (?), 83,41 % de participation[47].

Référendums :
- Référendum de 2000 relatif au quinquennat présidentiel : 72,31 % pour le Oui, 27,69 % pour le Non, 41,21 % de participation[48].
- Référendum de 2005 relatif au traité établissant une Constitution pour l'Europe : 54,97 % pour le Non, 45,03 % pour le Oui, 80,18 % de participation[49].

## Vie quotidienne à Courdimanche-sur-Essonne

### Lieux de culte

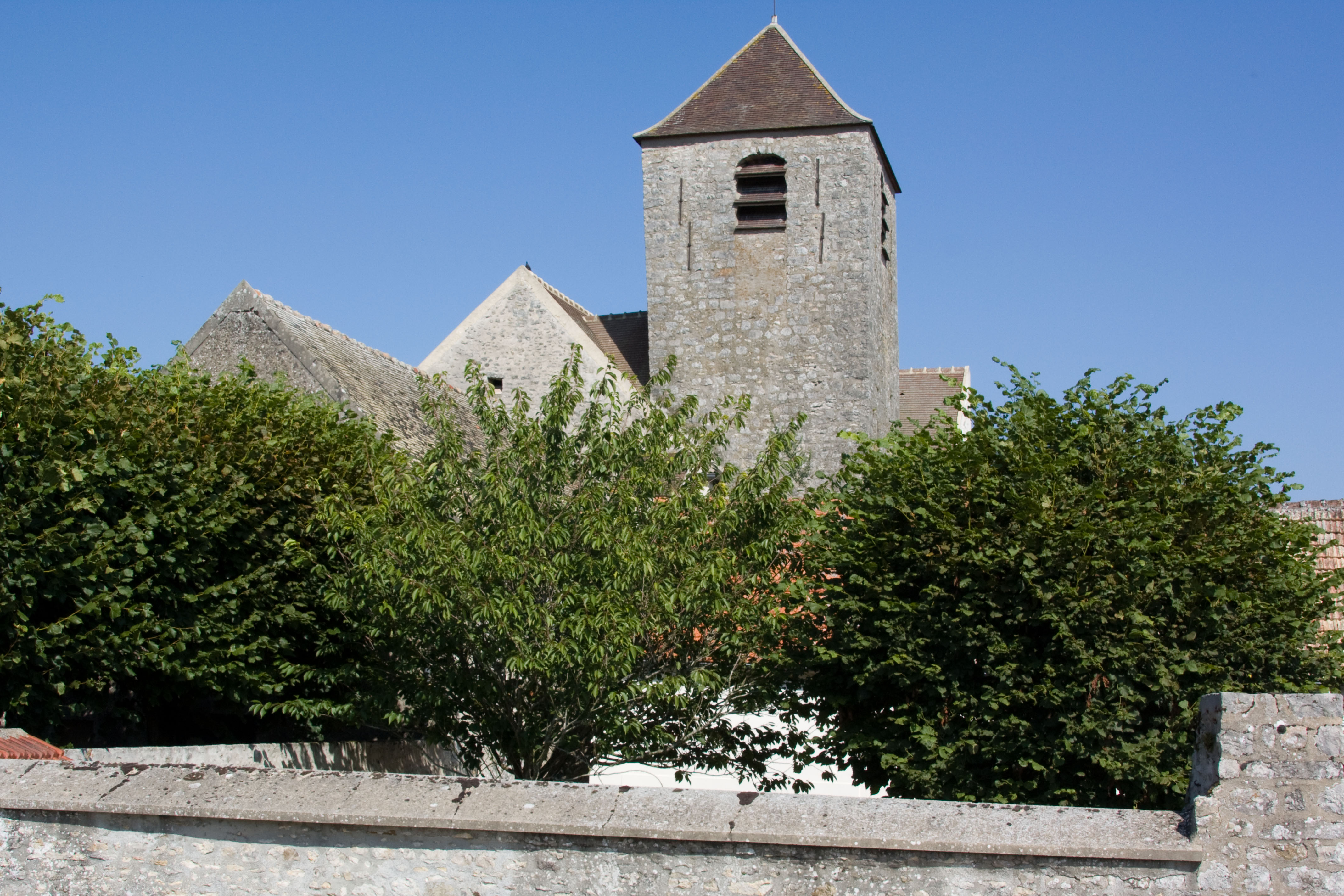
L'église Saint-Gervais-et-Saint-Protais.

La paroisse catholique de Courdimanche-sur-Essonne est rattachée au secteur pastoral de Milly-la-Forêt et au diocèse d'Évry-Corbeil-Essonnes. Elle dispose de l'église Saint-Gervais-et-Saint-Protais.

### Médias
L'hebdomadaire Le Républicain relate les informations locales. La commune est en outre dans le bassin d'émission des chaînes de télévision France 3 Paris Île-de-France Centre, IDF1 et Téléssonne intégré à Télif.

## Économie

### Emplois, revenus et niveau de vie
En 2006, le revenu fiscal médian par ménage était de 22 500 €, ce qui plaçait la commune au 1 160e rang parmi les 30 687 communes de plus de cinquante ménages que compte le pays et au cent huitième rang départemental.
|                          | Agriculteurs | Artisans, commerçants, chefs d’entreprise | Cadres et professions intellectuelles supérieures | Professions intermédiaires | Employés | Ouvriers |
| ------------------------ | ------------ | ----------------------------------------- | ------------------------------------------------- | -------------------------- | -------- | -------- |
| Courdimanche-sur-Essonne | -            | -                                         | -                                                 | -                          | -        | -        |
| Zone d’emploi d’Évry     | 0,3 %        | 4,0 %                                     | 20,2 %                                            | 29,6 %                     | 28,2 %   | 17,7 %   |
| Moyenne nationale        | 2,2 %        | 6,0 %                                     | 15,4 %                                            | 24,6 %                     | 28,7 %   | 23,2 %   |

|                          | Agriculture | Industrie | Construction | Commerce | Services aux entreprises | Services aux particuliers |
| ------------------------ | ----------- | --------- | ------------ | -------- | ------------------------ | ------------------------- |
| Courdimanche-sur-Essonne | -           | -         | -            | -        | -                        | -                         |
| Zone d’emploi d’Évry     | 0,9 %       | 13,5 %    | 5,4 %        | 14,6 %   | 16,2 %                   | 6,9 %                     |
| Moyenne nationale        | 3,5 %       | 15,2 %    | 6,4 %        | 13,3 %   | 13,3 %                   | 7,6 %                     |
| Sources : Insee,         |             |           |              |          |                          |                           |

## Culture locale et patrimoine

### Patrimoine environnemental
Les berges de l'Essonne à l'est et les bois au centre du territoire ont été recensés au titre des espaces naturels sensibles par le conseil général de l'Essonne.

### Patrimoine architectural

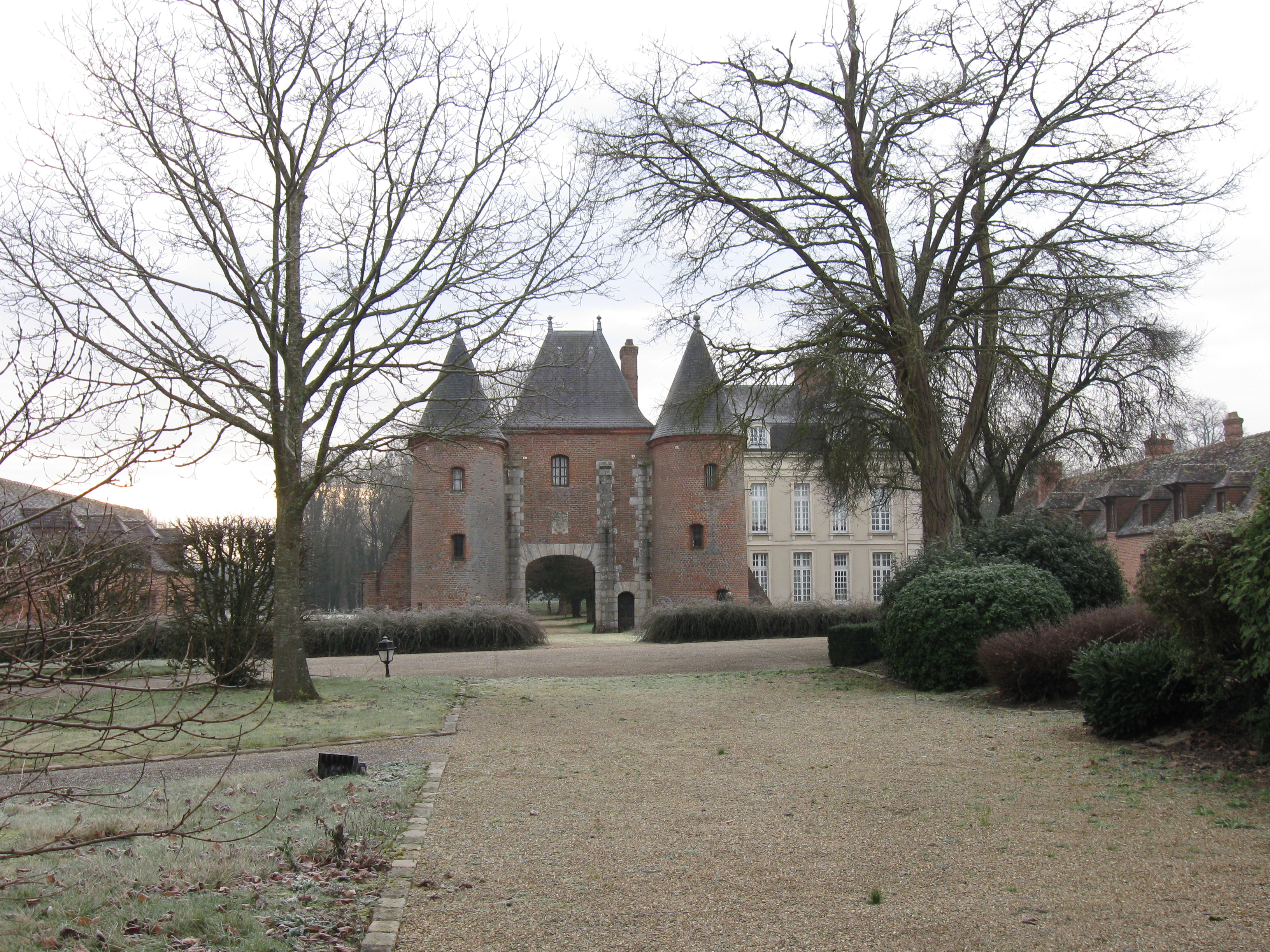
Portail du château de Bélesbat.

Il existe deux monuments historiques à Courdimanche-sur-Essonne :
- le clocher de l'église Saint-Gervais-Saint-Protais du XIIe siècle a été inscrit aux monuments historiques le 6 juillet 1925[56] ;
- le château de Bellesbat du XVIIe siècle ; le parc de 50 ha abritait dans les années 1990 un golf réputé. La propriété est désormais entièrement privée[57]

la conciergerie du château (XVIe siècle) a été inscrite aux monuments historiques le 2 février 1948 ;

### Personnalités liées à la commune
- Michel de L'Hospital (1505-1573), homme politique, y est inhumé.

### Héraldique
| Blason de Courdimanche-sur-Essonne | Blason  | De sinople à la croix d'argent cantonnée de quatre soleil non figurés à huit rayons droits, aux traits du même. |
| Blason de Courdimanche-sur-Essonne | Détails | Inspiré des armes de la famille de Hurault, seigneurs du château de Bélesbat de 1498 à 1706, qui portait « d'or à la croix d'azur cantonnée de quatre soleils non figurés de gueules », présentes sur la poterne d'entrée du château. Blason adopté. |